# Белослав (община)
Белослав (болг. Община Белослав) — община в Болгарии. Входит в состав Варненской области. Население составляет 11 740 человек (на 15 мая 2008 года).

## Состав общины
В состав общины входят следующие населённые пункты:
1. Белослав
2. Езерово
3. Разделна
4. Страшимирово